# Ismael González Díaz
Ismael González Díaz (O Barón, O Carballiño, 24 d'octubre de 1939 - Móstoles, 25 de juliol de 2015) va ser un cineasta i escriptor gallec.

## Trajectòria
Va néixer a la parròquia de San Fiz do Barón, nom que utilitzarà en la seva carrera artística com a pseudònim (Féliz Varón). De família republicana es va exiliar amb el seu pare a l'Argentina. Posteriorment va emigrar a Caracas on va exercir diverses feines que el van portar a la cinematografia: venedor ambulant, ajudant de publicitat i finalment cap de departament de la distribuïdora de cinema Salvador Cárcel C.A. En aquest càrrec, treballa en contacte amb el món de la distribució, perquè la companyia veneçolana va actuar com a representant al país de United Artists i d'altres productores mexicanes i europees.
Durant aquest temps va treballar com a periodista en diferents mitjans escrits, radiofònics i televisius de Veneçuela. Va treballar com a corresponsal a Cuba, durant els anys de la revolució cubana, on va conèixer els germans Fidel i Raúl Castro, Che Guevara i Camilo Cienfuegos. Més tard va anar a Nova York per treballar per a United Artists i Screen Plays Inc., la productora de Stanley Kramer.
El 1962 es va instal·lar de nou a Espanya, dedicat plenament al negoci de la producció i distribució cinematogràfica, on va fundar empreses com Cocinex, Ars Films, Catro G, i Ismael González Producciones Cinematográficas. També va fundar una empresa de subtitulació. Va treballar en la producció, direcció i escriptura de pel·lícules durant tres dècades i va deixar inacabat el projecte de rodatge d'una pel·lícula sobre la novel·la Memorias dun neno labrego.
També va dedicar bona part dels seus últims anys a l'escriptura, tant de novel·la com de contes, com de poesia i assaig. A més de la seva tasca vinculada al cinema, a Veneçuela va ser un dels fundadors del sindicat de la construcció SUTIC i de l'Associació de Periodistes Veneçolans.

## Filmografia
Després d'establir-se a Espanya, va treballar com a productor, guionista i fins i tot director, especialment de documentals de curtmetratges. En alguns casos aquestes produccions van tocar temes gallecs, com el mosteiro de Oseira, Lugo o els escriptors Rosalía de Castro o Curros Enríquez.
Tanmateix, a principis de la dècada dels vuitanta es va centrar sobretot en el cinema eròtic i el pornogràfica, amb llargmetratges que va produir, escriure i dirigir.

### Llargmetratge com a productor
- Prana, de Raúl Peña (1969)
- Fray Dólar, de Raúl Peña (1970)
- Crisis mortal (La sombra del girasol), de Luis Revenga (1970)
- Existió otra humanidad, de Julián Marcos (1977)
- Gamiani (1981)
- Yo amo a Hitler (1984)
- Sexos húmedos al sol (1985)
- Os Galegos (1990)
- 'O' de amor (1995)

### Com a guionista

#### Curtmetratges
- Cristo en la tierra (1969)
- Viaje musical por América (1970)
- Una extraña ilusión (1970)
- Recuerdo de Rosalía de Castro (1970)
- Pizarro, la conquista del Perú (1970)
- Navidad en la aldea (1970)
- Curros Enríquez, poeta del pueblo (1970)
- Un español en el Rin (1972)
- Lugo, la ciudad museo (1972)
- El maravilloso mundo de Salzillo (1972)
- Elkano, el hombre que dio la primera vuelta al mundo (1975)
- Milagro en El Palmar (1976)
- Mensaje a las estrellas (1976)
- Arte precolombino en el Perú (1976)
- Arte del tejido en el Antiguo Perú (1976)
- Neira Vilas: Memorias dun neno labrego (2002)

#### Llargmetratges
- Fray Dólar (1970)
- Existió otra humanidad (1977)
- Gamiani (1981)
- La canción de los niños (1982)
- Al sur del edén (1982)
- El orgasmo y el éxtasis (1982), com a Féliz Varón.
- Los pornoaficionados (1982), com a Féliz Varón.
- Yo amo a Hitler (1984), com a Féliz Varón.
- Escuela de grandes putas (1985)
- Os Galegos (1990)
- 'O' de amor (1995)

### Com a director

#### Curtmetratges
- Mis canciones a España (1966)
- Venezuela canta en España (1967)
- Érase una vez un pajarillo (1969)
- Cristo en la tierra (1969)
- Pizarro, la conquista del Perú (1970)
- Navidad en la aldea (1970)
- Viaje musical por América (1970)
- Un español en el Rin (1972)
- Lugo, la ciudad museo (1972)
- La tierra donde nacían los conquistadores (1972)
- Museo naval (1975
- Elkano, el hombre que dio la primera vuelta al mundo (1975)
- Milagro en El Palmar (1976)
- Mensaje a las estrellas (1976)
- Arte precolombino en el Perú (1976)
- Arte del tejido en el Antiguo Perú (1976)
- Neira Vilas: Memorias dun neno labrego (2002)

### Llargmetratges
- Gamiani (1981)
- La canción de los niños (1982)
- Al sur del edén (1982)
- El orgasmo y el éxtasis (1982), baixo o pseudónimo de Féliz Varón.
- Los pornoaficionados (1982), baixo o pseudónimo de Féliz Varón.
- Yo amo a Hitler (1984), baixo o pseudónimo de Féliz Varón.
- Escuela de grandes putas (1985)
- Sexos húmedos al sol (1985)
- Dulces coitos in Blue (1985)
- Os Galegos (1990)
- 'O' de amor (1995)

## Obra literària
Entre els seus llibres, a més dels guions cinematogràfics, hi ha diversos volums de poesia i documentació.

### Poesia
- Algo que siempre quise decir y ahora digo: dos sucesos y algo así como siete poemas de tiempos de la represión franquista (1977)
- La dama de Elche (1982)
- Poemario (autoedición, 1982)

- Tianame (1989)
- La canción de Araguaney y otros cantos (Ediciós do Castro, 1992), il·lustrat per Laxeiro.
- Adicado a vós (2001), il·lustrat per Francisco Regueiro.
- Manifiesto poético libertario (Alén-Miño, 2002)

### Narrativa
- El duende ilustrado (Alén-Miño, 2003)
- Impopulares cuentos (Alén-Miño, 2004)
- Más allá del planeta Tierra (2004)
- Priscilián, guión para rodaxe (2007)
- O barco da memoria esquecida (2008)
- El crimen de Osera (2010)
- Testamento secreto (2010), da serie de Bob Cameron.
- El día en que Al-lah destruirá USA (2011), da serie de Bob Cameron.

### Assaig
- Excelentísimo Don Manuel (2003), sobre Manuel Fraga.
- Catro aviadores galegos (2006), sobre José Piñeiro, Durán Loriga, Iglesias Brage i Ramón Franco.
- O retratista de Gardel (2007)
- Mi querido cine español (2011)